# 286 f.Kr.

## Händelser

### Efter plats

#### Grekland
- Medan Demetrios Poliorketes och hans armé jagas över Mindre Asien till Taurusbergen av Lysimachos och Seleukos arméer når hans son Antigonos framgångar i Grekland. Ptolemaios flotta fördrivs och Aten kapitulerar till Antigonos.
- Efter att tidigare ha låtit Pyrrhus av Epiros kvarstå som härskare över Makedonien med titeln kung, fördriver Lysimachos honom och utropar sig själv till dess kung i hans ställe.

#### Romerska republiken
- En ny lag, Lex Aquilia, antas och ger kompensation till dem vars egendom har skadats av någon annan (alltså inte genom naturkatastrofer eller dylikt).

## Födda
- Antiochos II, kung av den hellenistiska seleukidiska dynastin 261–246 f.Kr.